# Петровградски партизански одред
Петровградски партизански одред је био партизанска јединица у саставу Народноослободилачке војске и партизанских одреда Југославије током Другог светског рата у Југославији.

## Историјат
Петровградски партизански одред основан је почетком друге декаде јула 1941. у петровградском атару. Приликом формирања имао је десетак бораца, касније седамнаест.
Командант одреда био је Милош Јованов, његов заменик Јанош Сечењи, политички комесар Тома Тошков (после Фрања Херцог), а заменик комесара Михаљ Сењи.
Одред је био повезан са илегалним десетинама у Петровграду и дејствовао је северно од града, према Елемиру и Меленцима. Откривен је у атару недалеко од Бошњаковог салаша, 26. јула, опкољен од јаких немачких и полицијских снага, те разбијен. Део његових бораца ушао је крајем јула у новоосновани
Стајићевско-петровградски одред, за чијег команданта је постављен Милош Јованов, а за политичког комесара Јанош Сечењи (па Милојко Филипчев). У јесен те године дејствовао је у саставу Севернобанатског партизанског одреда. Петровградски одред је поново формиран септембра 1944. од делова Петог банатског партизанског одреда. Командант му је био Велислав Соларов, а комесар Светислав Маркушев. Одред је средином септембра ушао у састав Тринаесте војвођанске бригаде.